# Dariusz Dziekanowski
Dariusz Paweł Dziekanowski (Warschau, 30 september 1962) is een voormalig betaald voetballer uit Polen. Hij speelde als aanvaller of aanvallende middenvelder gedurende zijn carrière, en werd in 1985 uitgeroepen tot Pools voetballer van het jaar.

## Clubcarrière
Na tien seizoenen in Polen te hebben gespeeld, verkaste Dziekanowski in 1989 naar Celtic FC. Bij de Schotse grootmacht beleefde hij drie succesvolle jaren, waarna hij overstapte naar Bristol City FC in Engeland. Nadien speelde hij ook nog clubvoetbal in Duitsland.
Na zijn afscheid (1997) als profvoetballer was Dziekanowski onder meer werkzaam voor de Poolse televisie als voetbalcommentator. Van juli 2006 tot mei 2008 was hij assistent van bondscoach Leo Beenhakker bij de Poolse nationale ploeg.

## Interlandcarrière
Dziekanowski speelde 63 interlands voor de Poolse nationale ploeg, waarin hij twintig keer scoorde. Hij maakte zijn debuut op 15 november 1981 tegen Malta (6-0). Hij nam als debutant het vijfde doelpunt voor zijn rekening in het WK-kwalificatieduel. Dziekanowski viel na 68 minuten in voor Włodzimierz Smolarek, die tweemaal scoorde.
Dziekanowski maakte als speler van Legia Warschau deel uit van de Poolse selectie, die deelnam aan de WK-eindronde 1986 in Mexico. Daar kwam hij in alle vier duels in actie. Zijn 63ste en laatste interland speelde hij op 14 november 1990, toen Polen in Istanboel met 1-0 won van Turkije door een treffer in de 37ste minuut van Dziekanowski.

## Erelijst
Widzew Łódź
- Pools bekerwinnaar

1985
- Pools voetballer van het jaar

1985
 Legia Warschau
- Pools topscorer

1988 (20 doelpunten)
- Pools landskampioen

1994
- Pools bekerwinnaar

1989, 1994
 Celtic
- Schots bekerwinnaar

1989 (?)